# 蕃郡
蕃郡，中国南北朝时设置的郡。
北魏孝昌二年（526年）置，治所在蕃县（今山东省滕州市）。辖境相当今山东省微山县、滕州市及枣庄市西部地。东魏元象二年（539年）省入彭城郡。武定五年（547年）复置蕃郡。北齐废。 